# Fajana

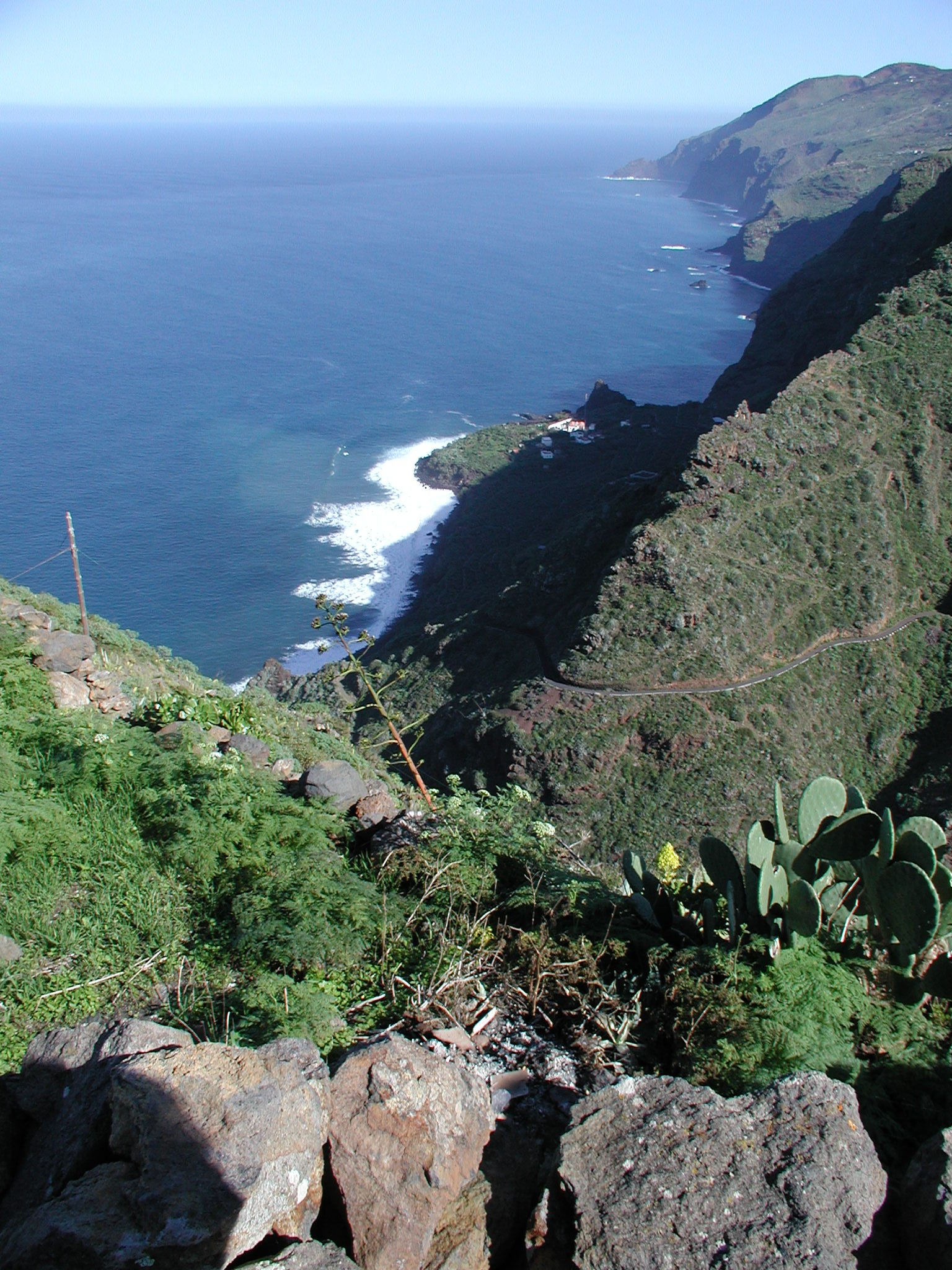
Vista de la Fajana de Franceses, en la isla canaria de La Palma.

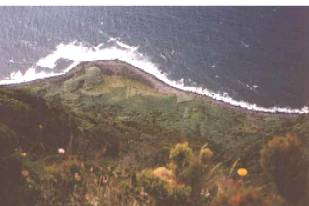
Fajã Rasa, una fajana típica de la costa norte de la isla de San Jorge.

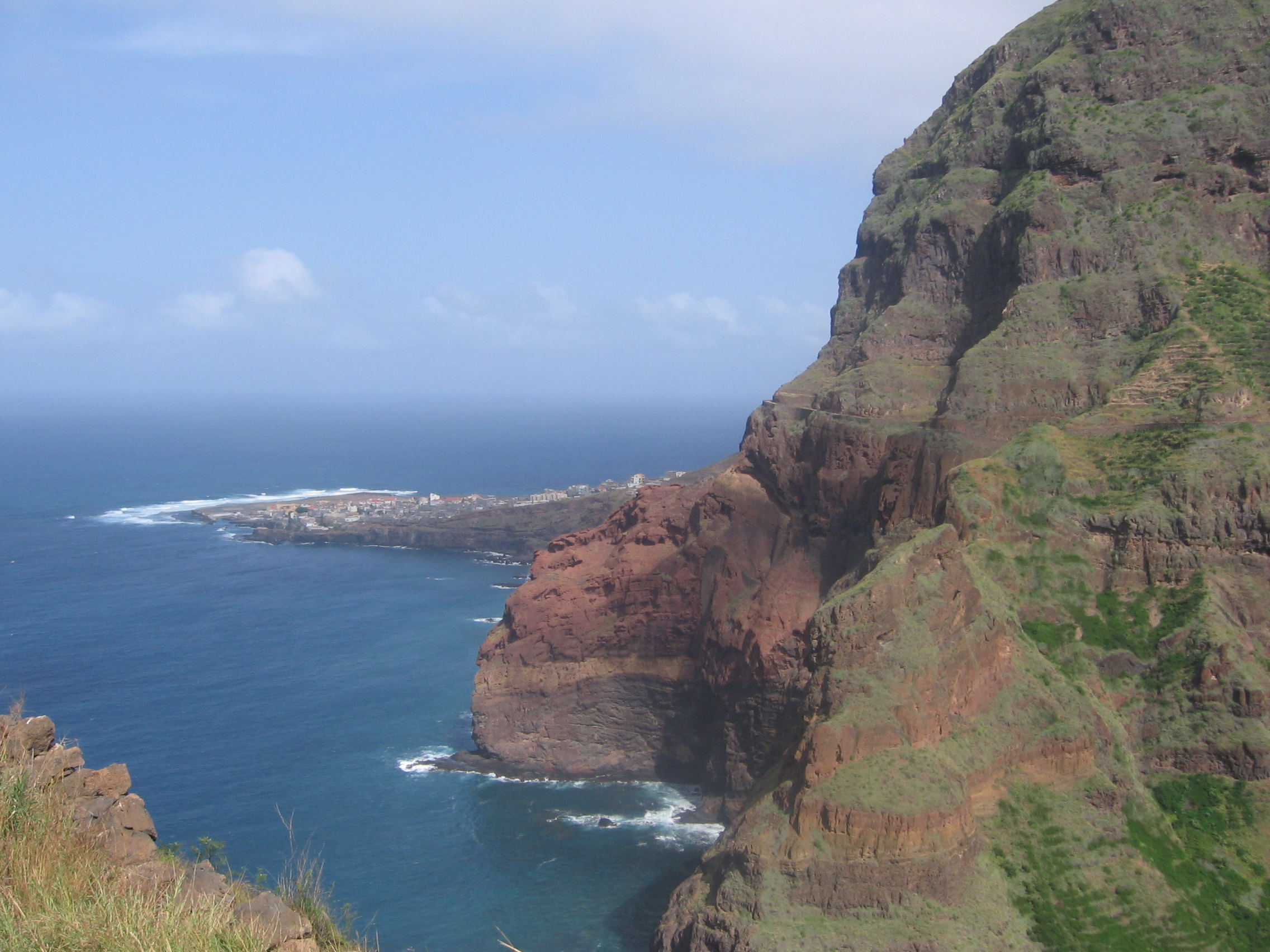
Punta del Sol queda situada en una fajana de la costa norte de la isla de Santo Antão, Cabo Verde

Una fajana (en portugués: fajã), también isla baja, es un término de origen incierto que designa un terreno plano, en general cultivado de pequeña extensión, situado a la orilla del mar, formado por materiales desprendidos de los acantilados o por la penetración en el mar de coladas de lava provenientes de la vertiente.
La palabra fajã está extendida en toda la Macaronesia lusófona, siendo muy común en las Azores, donde aparece en casi todas las islas, en la isla de la Madeira y en muchas islas de Cabo Verde. António Cândido de Figueiredo, en su Nuevo Diccionario de la Lengua Portuguesa, define fajã como toda la tierra baja y plana o como pequeña extensión de terreno plano, susceptible de cultivo, junto a una roca, generalmente en la ribera del mar, formada en general por materiales desprendidos por quebradas o acumulados en la hoz de una ribera y asentadas casi siempre en un banco de lava muy resistente. No obstante, en las Islas Canarias, que conforman la Macaronesia hispanohablante, se utiliza el término "fajana" como equivalente a la palabra fajã portuguesa. De hecho, en la propia toponimia insular de La Palma, entre otras islas del archipiélago canario, ha quedado reflejado este mismo fenómeno, como queda de manifiesto en los casos de Fajana de Franceses y Fajana de Barlovento.
Aunque el término fajana sea en general utilizado para designar plataformas costeras, es a veces utilizado en la toponimia de la Macaronesia unido a las pequeñas zonas planas anidadas junto a montes o colinas con vertientes escarpadas. Es el caso de las zonas planas donde se sitúan las freguesias de Fajã de Baixo y de Fajã de Cima, en la isla de San Miguel, ambas freguesias interiores sin cualquier conexión a la costa. Lo mismo ocurre con el topónimo Fajã das Ovelhas (Fajana de las Ovejas), un sitio elevado, en las faldas septentrionales de la Sierra de Santa Bárbara, en la isla Terceira. En esta acepción la palabra se confunde con el término achada (hallada), también utilizado en la Macaronesia para describir una zona llana entre montes, en especial las plataformas planálticas suspensas entre los grandes volcanes centrales de las islas y la costa.
A pesar de existir fajanas en casi todas las islas de la Macaronesia,  son más comunes y dictan en buena parte la distribución de la población, en la isla de San Jorge. En esta isla, las ciudades sedes de sus dos municipios, Velas y Calheta, se sitúan en fajanas, lo mismo ocurre en la villa de Lajes del Pico, en la vecina isla del Pico.

## Tipos de fajanas

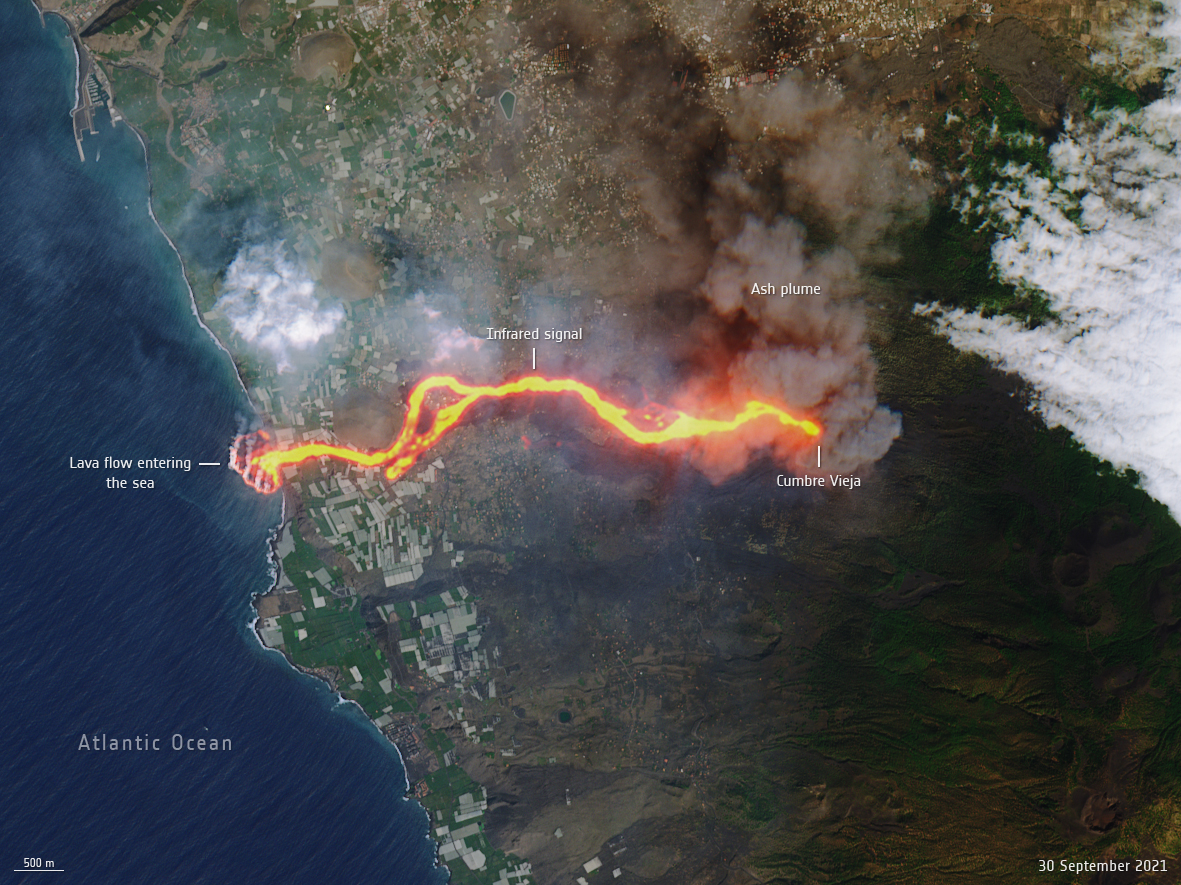
En esta vista satelital de la erupción volcánica de La Palma de 2021, el flujo de lava se dirige en dirección oeste desde los acantilados hacia el Atlántico, formando una fajana.

En consonancia con sus características, origen y localización, las fajanas pueden ser clasificadas en:
- Fajanas costeras. Se trata de fajanas en contacto directo con el litoral.
  - Fajanas de delta lávico. Son fajanas creadas cuando las coladas de lava avanzan sobre el mar, provocando la retirada de la línea de costa. Estas fajanas, en general muy resistentes a la erosión del mar por estar constituidas por grandes masas rocosas compactas y sin fisuras apreciables, están en general delimitadas por costas abruptas, angulosas, fuertemente recortadas, con grandes guijarros en la orilla. La superficie de estos deltas lávicos puede tener cráteres o conos litorales, y la erosión del frente de la colada o un drenaje posterior le confieren frecuentemente un aspecto similar al de unos dedos que se adentran en el mar. Son frecuentes los arcos rocosos costeros y las cuevas submarinas resultantes de la excavación erosiva por acción del mar.
  - Fajanas de talud o fajanas detríticas. Son fajanas creadas por la acumulación de materiales resultantes del desmoronamiento de las laderas. Estas fajanas tienden a ser más aplanadas y, por ser constituidas por materiales sueltos, fácilmente sujetos al transporte por las olas, tienen en general costas de formas suaves y casi rectilíneas, con playas de canto rodado de dimensiones variables. En la costa más expuesta a las olas, en general las orientadas al norte, se forman a veces cordones de cantos rodados que conducen a la aparición de formaciones lagunares (como sucede en la Fajana de la Caldeira de Santo Cristo). Los suelos de estas fajanas son en general muy fértiles, aunque las más peligrosas para habitación humana, dada la recurrencia de los desmoronamientos. Los grandes terremotos tienden a formar nuevas fajanas de este tipo, como aconteció profusamente en el grande sismo del Mandado de Dios, en la mitad este de San Jorge.
- Fajanas de altitud y pequeñas (en portugués achadas o halladas). Son fajanas encajadas en pendientes lejanas al mar, en general pequeños valles aplanados al pie de montañas o de conos volcánicos.
  - Fajanas de pendiente. Se trata de plataformas formadas como consecuencia de quebradas que dejan plataformas de extirpación en las pendientes. En general de pequeña extensión, presentan poco interés para uso humano, pero son importantes como biotopos para especies que exigen buena exposición solar y buen drenaje.
  - Fajanas de pie o pequeñas (en portugués achadas o halladas). Son plataformas aplanadas existentes al pie de las pendientes o entre conos volcánicos. El término achada resulta de interés como lugares privilegiados de cultivo, preferidos para la permanencia por los colonizadores cuando las "hallaban" al explorar las islas.

## Fajanas de la isla de San Jorge (Azores)

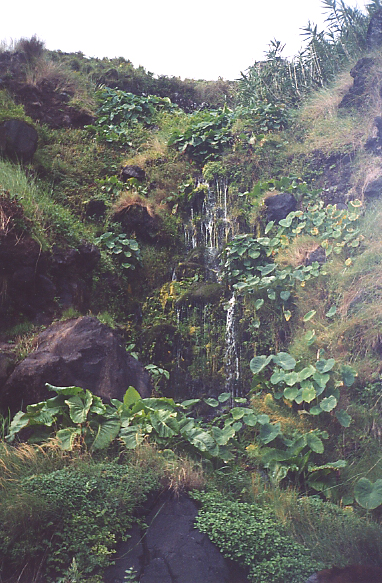
Fajana de Vasco Martins, en la que se puede apreciar la rica biodiversidad de la flora.

Para efectos de preservación y salvaguarda del patrimonio natural y cultural de las fajanas de la isla de San Jorge, el concepto de fajana fue objeto de consagración legal, teniendo el parlamento de las Azores, a través del Decreto Legislativo Regional n.º 32/2000/A, de 24 de octubre, definió que se entiende por fajana toda área de terreno relativamente plana, susceptible de albergar construcciones o culturas, ubicada en la zona costera entre la línea de la pleamar y la costa hasta los 250 m de altitud.
Debido a su origen, la geomorfología de las fajanas gana en general un carácter de pronunciado anfiteatro, de extensión e inclinación muy variables, en general con el declive aumentando rápidamente con la aproximación a la costa. En el caso de las fajanas litorales, la costa que las delimita por el lado de tierra es en general un acantilado fósil que mantiene su carácter de acantilado costero, incluyendo la flora y fauna que le son típicas.
Por sus características climáticas, particularmente cuando están orientadas hacia el sur o sueste, y por la abundancia de recursos naturales, dada la facilidad de acceso al mar, ya que virtualmente todas las fajanas tienen su playa, las fajanas fueron sitios de fijación inicial de los colonizadores, habiendo sido a partir de ellas que irradiaron el poblamiento de las tierras altas del interior.
La diferenciación climática es tal que en las fajanas costeras del sur de la isla de San Jorge, en especial en la Fajã de São João, existen microclimas donde, con plantas traídas de Brasil, se hicieron pequeñas plantaciones de café, las cuales producen cerca de 50 kg/planta/año de café.